# Mariotta Haliburton
Mariotta Haliburton, född 1500, död 1563, var en skotsk adelsdam. Hon är berömd för sitt försvar av Castle of Hume efter Slaget vid Pinkie 1547.
Hon var dotter till Patrick Haliburton of Dirleton Castle (d. 1515) och Christine Wawane, och gifte sig med lord George Home 1529. Under kriget mot England sårades George Home vid Slaget vid Pinkie 10 september 1547, och hon lämnades därför med befälet över Humes befästning, dit den engelska armén nådde fram 20 september. Borgen belägrades och Haliburton såg sig tvungen att ge upp, då hon inte bedömde att hon kunde stå emot den samlade engelska armén. Mariotta Haliburton skötte förhandlingarna kring överlämnandet av Hume till England med Earlen of Somerset, där dess styrka av 78 skotska soldater tilläts ge sig av utan att bli tillfångatagna. Hon blev känd för den diplomatiska förmåga hon visade under förhandlingarna. Även efter överlämnandet fortsatte hon att förhandla om bättre villkor för traktens innevånare med Somerset. Mariotta Haliburton led av kritiken mot henne för att ha överlämnat borgen. 1548 återerövrades borgen, och hon återvände till den med en styrka av franska och spanska trupper hon fått av Maria av Guise. 